# Margarida Ribeiro
Margarida Rosa Cassola Ribeiro, mais conhecida como Margarida Ribeiro (Portalegre, 15 de Novembro de 1911 – Porto, 6 de Maio de 2001), foi professora primária, investigadora, arqueóloga e etnógrafa. 

## Biografia
A família proporcionou-lhe uma educação exigente e rigorosa, alicerçando o gosto pela escrita, o saber e a procura constante do conhecimento, que tão bem a caracterizarão ao longo da vida.
As primeiras letras aprendeu-as na Escola da Corredoura, em Portalegre, aos 12 anos parte para Lisboa, onde completou a sua formação, primeiro como interna no Instituto do Professorado, depois no Liceu Maria Amália Vaz de Carvalho e, mais tarde, na Escola do Magistério Primário.
Ao longo de três décadas foi professora primária, papel que desempenhou de forma dinâmica, inovadora e criativa com os seus alunos.
É como professora do ensino primário que, entre 1941 e 1959, vive em Coruche, período dedicado também à pesquisa rigorosa e obstinada da história e etnografia do concelho, publicada no Estudo Histórico de Coruche (1959), a obra da sua autoria de maior envergadura.
As temáticas da educação, o feminismo e a formação da mulher são assuntos recorrentes em artigos de opinião, estudos e textos poéticos que, desde muito cedo, publica.
No início da década de 60 ingressa, como técnica de etnografia, no Secretariado Nacional de Informação, Cultura Popular e Turismo, sendo mais tarde Chefe de Secção de Etnografia da Secretaria de Estado da Cultura. Quando se aposentou era técnica superior de 1.ª Classe da Secção de Etnografia da Direcção Geral do Património Cultural da Secretaria de Estado da Cultura.
O interesse pela pesquisa histórica e etnográfica é evidenciado no percurso desta investigadora, que se relacionou com grandes figuras como Manuel Heleno, Ruy de Azevedo e Fernando de Almeida.
Colaborou com o Instituto Português de Arqueologia, História e Etnografia, a Sociedade de Geografia de Lisboa, a Sociedade Portuguesa de Antropologia e Etnografia, a Sociedade Martins Sarmento; ajudou a fundar a Associação Portuguesa dos Amigos dos Moinhos; foi correspondente da Associação Brasileira de Folclore de São Paulo; membro de La Société d’Ethnographie Française; directora do Boletim do Grupo dos Amigos de Montemor-o-Novo e representou Portugal em diversas missões oficiais ao estrangeiro.
Alguns dos seus trabalhos vieram a público em reputadas publicações científicas como a Revista Lusitana, a Revista de Portugal, a Revista de Etnografia, O Arqueólogo Português, ''Ethnos'', Ocidente, o Boletim Cultural da Assembleia Distrital de Lisboa e o Boletim da Sociedade de Geografia de Lisboa.

## Obras Seleccionadas
A sua obra é muito extensa, citando-se apenas alguns dos seus trabalhos: 
- 1959 - Estudo Histórico de Coruche (reeditado em 2009) [3]

- 1968 - Nota sobre o Couto e Vila de Galegos [4]

- 1972 - Estojo de prata do século XVII com a imagem de Nossa Senhora da Conceição de Vila Viçosa, ISBN 9789729626104 [5]

- 1972 - Serzedelo e a sua Festa das Cruzes: elementos para o seu estudo [6]

- 1984 - Olaria de uso doméstico na arquitectura conventual do século XVI [7]

- 1990 - Temas de etnologia: maternidade

- 1999 - Olhares do Passado: Glória do Ribatejo

- 2001 - Estudos sobre Glória do Ribatejo